# Gian Antonio Castelli
Gian Antonio Castelli (* um 1570; † um 1640) war ein Schweizer Stuckateur.
Der aus Melide stammende Gian Antonio Castelli arbeitete teilweise mit seinem Bruder Pietro Castelli zusammen. Es ist bisher nicht bekannt, ob und wie die verschiedenen Stuckateure, Bildhauer und Holzschnitzer Castelli aus Melide TI und Lugano miteinander verwandt sind. Laut einem Vertrag von 1606 führten die beiden Brüder im Kloster Wettingen zahlreiche Arbeiten aus. Quellenmässig belegt sind auch Arbeiten für die Hofkirche in Neuburg an der Donau, für die Münchner Residenz, der Festsaal auf Schloss Spiez (1614–1615) sowie Arbeiten für die Luzerner Franziskanerkirche (1626).